# 深圳公交203路
深圳公交203路，是从福田口岸往来東昌，由深圳巴士集团股份有限公司运营。

## 簡介
- 203路在福田口岸未興建前，總站設在漁農村。
- 目前服務時間為：06:30--23:30
- 收費：全程 ¥2.5
- 2022年3月1日起，本路線改為單環路線。

## 途径站点
- 東昌方向：福田口岸公交总站 - 福民公安小区 - 福民新村 - 高训大厦 - 岗厦村 - 岗厦北地铁站(2) - 田面 - 上海宾馆东 - 兴华宾馆东 - 新闻大厦 - 地王大厦 - 人民桥 - 东门(5) - 翠竹苑 - 翠竹万家 - 康宁医院 - 田贝地铁站 - 翠竹大厦 - 松泉公寓 - 太白路中 - 东昌总站（共21站）
- 福田口岸方向：东昌总站 - 太白路中 - 松泉公寓 - 翠竹大厦 - 田贝地铁站 - 康宁医院 - 翠竹万家 - 东门(5) - 门诊部(2) - 人民桥 - 市公安局(1) - 新闻大厦 - 兴华宾馆东 - 上海宾馆东 - 田面 - 福华新村 - 岗厦村 - 高训大厦 - 福民新村 - 福田口岸公交总站 (共20站)